# Soziedad Alkoholika
I Soziedad Alkoholika sono un gruppo spagnolo crossover thrash. Nelle loro canzoni traspare una forte critica verso il fascismo, il razzismo ed il sessismo.

## Storia
I Soziedad Alkoholika nacquero nel 1988 a Vitoria, nei Paesi Baschi. Dal 2002, su pressione dell'Asociaciòn Victimas del Terrorismo e di organizzazioni conservatrici, come il Partido Popular, furono cancellati alcuni dei loro concerti, poiché accusati di istigazione al terrorismo. Da allora numerosi furono i ricorsi presentati sia dalla band che dall'AVT. Nel novembre del 2006 i Soziedad Alkoholika furono finalmente assolti da ogni accusa.

## Discografia
| Anno | Titolo                                                                                           | Casa discografica    | Formato |
| ---- | ------------------------------------------------------------------------------------------------ | -------------------- | ------- |
| 1990 | Intoxikazión etílika                                                                             | DDT                  | Demo    |
| 1991 | Soziedad Alkoholika                                                                              | Overdrive            | CD/LP   |
| 1992 | Feliz Falsedad                                                                                   | Overdrive            | EP      |
| 1993 | Y ese que tanto habla, está totalmente hueco, ya sabéis que el cántaro vacío es el que más suena | Oihuka               | CD/LP   |
| 1995 | Ratas                                                                                            | Mil A Gritos Records | CD/LP   |
| 1996 | Diversiones...?                                                                                  | Mil A Gritos Records | CD/LP   |
| 1997 | No Intente Hacer Esto en su Casa                                                                 | Mil A Gritos Records | CD/LP   |
| 1999 | Directo                                                                                          | Mil A Gritos Records | CD      |
| 2000 | Polvo en los Ojos                                                                                | Mil A Gritos Records | CD      |
| 2003 | Tiempos Oscuros                                                                                  | Locomotive           | CD      |
| 2008 | Mala Sangre                                                                                      | Roadrunner Records   | CD      |

### Video
| Anno | Titolo                | Casa discografica | Formato |
| ---- | --------------------- | ----------------- | ------- |
| 1994 | Kontzertua Gaztetxean | DDT               | VHS     |
| 2006 | Corrosiva!            | Locomotive        | DVD/CD  |